# Минина, Татьяна Алексеевна
Татья́на Алексе́евна Ми́нина (в девичестве — Кудашова, род. 18 апреля 1997, Челябинск) — российская тхэквондистка, серебряный призёр Олимпийских игр 2020 года, трёхкратный призёр чемпионатов мира, шестикратная чемпионка Европы, многократная чемпионка России, Заслуженный мастер спорта России (2021).

## Карьера
Живёт и тренируется в Челябинске. Тренеры — Анна Александровна Селютина, Александр Петрович Энс. Учится в УралГУФКе.
Имеет награды юношеских и молодёжных чемпионатов Европы. На юношеских Олимпийских играх 2014 года в возрасте 17 лет завоевала бронзу (одна из двух медалей россиян в тхэквондо).
На чемпионатах Европы 2016, 2018 и 2021 годов победила в категории до 53 кг.
На чемпионате мира 2017 года в финале проиграла турчанке Зелихе Агрис.
Многократная чемпионка России (2014, 2015, 2017).
В 2020 году вышла замуж за российского тхэквондиста Константина Минина и взяла его фамилию.
На Олимпийских играх 2021 года в Токио выступала в категории до 57 кг выиграла три боя и вышла в финал, где встретилась с 18-летней американкой сербского происхождения Анастасией Золотич, которой уступила со счётом 17-25, и завоевала серебро. Для россиян эта медаль стала шестой в тхэквондо в истории Олимпийских игр и третьей у женщин.
9 марта 2024 года стала финалисткой квалификационного турнира по тхэквондо в Болгарии. В полуфинале в весовой категории до 57 кг спортсменка победила чешку Доминику Хронову. Благодаря выходу в финал турнира россиянка получила лицензию для выступления на Олимпиаде-2024 в Париже.
10 мая 2024 года завоевала ещё одну золотую награду Чемпионата Европы, который проходил в Белграде (Сербия).

## Награды
- Медаль ордена «За заслуги перед Отечеством» I степени (11 августа 2021) — за большой вклад в развитие отечественного спорта, высокие спортивные достижения, волю к победе, стойкость и целеустремленность, проявленные на Играх XXXII Олимпиады 2020 года в городе Токио (Япония)[7]
- Медаль «За укрепление боевого содружества» (14 августа 2021)[8][9]
- Медаль «За заслуги перед Челябинской областью» III степени (10 октября 2024)— за большой личный вклад в развитие физической культуры и спорта, деятельность, способствующую процветанию Челябинской области и повышению её авторитета в Российской Федерации и за рубежом